# Кулон з Кротона
Кулон Кротонський був провідним громадянином Кротона, який очолив повстання проти піфагорійців, ймовірно, близько 509 року до нашої ери. Згідно з «De Vita Pythagorae» Ямвліха, Кулон раніше намагався прийняти до ордену піфагорійців, але не зміг (VP 248); однак явно пропіфагорійський ухил роботи Ямвліха означає, що ми повинні сприймати це з недовірою. У кульмінаційний момент повстання було підпалено будинок зборів, коли в ньому дебатували піфагорійці - знову ж таки, за словами Ямвліха (VP 249). Після успіху повстання всі борги були ліквідовані, а майно конфісковано для перерозподілу: це, можливо, призвело до вигнання Піфагора з Кротона.